# 瀧田洋二郎
瀧田洋二郎（日语：／ Takita Yōjirō，1955年12月4日—），日本富山县高岡市出身的电影导演，最知名的作品是2008年的《送行者：禮儀師的樂章》。

## 生平
他毕业于富山县立高岡商業高等学校。后来到东京发展，1976年进入专拍粉紅色電影的制作公司“狮子”。在当了几年副导演后，从1981年开始执导軟式色情电影，截止1986年这五年间制作了近三十部作品。
1986年开始转入一般电影界，拍摄了《不要滑稽杂志》。
2008年，瀧田洋二郎導演《送行者：禮儀師的樂章》，由本木雅弘和廣末涼子主演。《送行者：禮儀師的樂章》在日本奪得多個電影獎項，更在2009年第81屆奧斯卡金像獎獲得奧斯卡最佳外語片獎。

## 导演作品

### 一般作品
- 《不要滑稽雜誌（日语：コミック雑誌なんかいらない!）》（1986年）
- 《愛しのハーフ・ムーン（日语：愛しのハーフ・ムーン）》（1987年）
- 《木村家の人びと（日语：木村家の人びと）》（1988年）
- 《病院へ行こう（日语：病院へ行こう）》（1990年）
- 《病は気から 病院へ行こう2（日语：病院へ行こう）》（1992年）
- 《僕らはみんな生きている（日语：僕らはみんな生きている）》（1993年）
- 《新宿鲨鱼》（1993年）
- 《熱帯楽園倶楽部（日语：熱帯楽園倶楽部）》（1994年）
- 《シャ乱Qの演歌の花道（日语：シャ乱Qの演歌の花道）》（1997年）
- 《お受験（日语：お受験）》（1999年）
- 《秘密》（1999年）
- 《陰陽師》（2001年）
- 《壬生義士傳》（2003年）
- 《陰陽師II》（2003年）※共同執導
- 《阿修羅城の瞳（日语：阿修羅城の瞳）》（2005年）
- 《バッテリー》（2007年）
- 《送行者：禮儀師的樂章》（2008年）
- 《天才小釣手》（2009年）
- 《天地明察》（2012年）※共同執導
- 《ラストレシピ〜麒麟の舌の記憶〜（日语：ラストレシピ〜麒麟の舌の記憶〜）》（2017年）
- 《北之櫻守：媽媽的守護者（日语：北の桜守）》（2018年）
- 《聞煙》（2019年）[3]

### 粉紅色電影
- 痴漢電車系列
  -  （1982年）
  -  （1982年）
  - （1983年）
  - （1983年）
  - （1983年）
  - （1984年）
  - （1984年）
  - （1984年）
  - （1985年）
  - （1985年）
  - （1985年）
- （1982年）
- 連続暴姦（1983年）
- （1984年）
- （1984年）
- （1984年）
- （1984年）
- （1984年）
- （1985年）
- （1985年）
- （1985年）
- （1986年）
- （1986年）
- （1986年）
- （1986年）

## 奖项
壬生义士传
- 第27屆日本電影金像獎：最佳影片奖、最佳導演提名

入殓师
- 第32屆日本電影金像獎：最佳影片、導演、男主角、男配角、女配角、編劇、攝影、燈光、錄音、剪接
- 第81屆奧斯卡金像獎：奥斯卡最佳外语片奖
- 第29屆香港電影金像獎：最佳亞洲電影